# Fußballnationalmannschaft
Eine Fußballnationalmannschaft, bzw. laut FIFA-Statuten offiziell Verbandsmannschaft, vertritt bei internationalen Wettkämpfen einen Mitgliedsverband im Fußball.
In der Regel tritt für jeden souveränen Staat in jeder Sportart nur eine Nationalmannschaft an. Jedoch gibt es einige Ausnahmen, die oftmals historisch oder politisch begründet sind. So hat beispielsweise der Fußballweltverband FIFA 211 Mitglieder, obwohl es nur 194 souveräne Staaten gibt. Im Vereinigten Königreich gibt es unter anderem die vier ältesten Fußballnationalmannschaften (England, Schottland, Wales und Nordirland). Ein weiteres Beispiel ist die Nationalmannschaft von Neukaledonien, das zu Frankreich gehört.
Des Weiteren gibt es in einigen Sportarten nach Altersklassen abgestufte Nationalmannschaften, so wird im Fußball unter anderem eine U-21-Nationalmannschaft für Spieler unter 21 Jahren gebildet. Als Nationalmannschaft wird allgemein die erste Auswahlmannschaft (auch A-Auswahl), ohne Altersbeschränkung bezeichnet.

## Einsätze nur in einer Fußballnationalmannschaft
In den Ausführungsbestimmungen, Artikel 5 bis 8, zu den FIFA-Statuten hat der Fußballweltverband geregelt, dass Fußballspieler nur für eine A-Nationalmannschaft antreten dürfen.
Vor 2004 war es demnach grundsätzlich nicht möglich, den Verband zu wechseln, auch nicht, wenn man lediglich Jugendländerspiele für ein Land bestritten hatte. Dann änderte man die Regel so, dass jeder Spieler, der noch kein A-Länderspiel in einem offiziellen Wettbewerb absolviert hatte, das Land wechseln durfte, so dass zum Beispiel Tim Cahill ein Verbandswechsel möglich wurde, oder auch Jermaine Jones, der bis dahin nur in Freundschaftsspielen eingesetzt worden war. Inzwischen wurde eine Wechselfrist festgesetzt, nach der ein Spieler noch kein A-Länderspiel absolviert haben darf und sich bis zur Vollendung des 21. Lebensjahres für einen Verband entscheiden muss, sofern er schon in einem Juniorenländerspiel eingesetzt wurde.
Jedoch gilt dieser Artikel der FIFA-Regeln nur für Länder, die Mitglied des Fußballweltverbandes sind. Jocelyn Angloma spielt seit 2006 für die Fußballnationalmannschaft von Guadeloupe, obwohl er schon 37 A-Länderspiel-Einsätze für die französische Fußballnationalmannschaft hatte. Dies ist nur möglich, da Guadeloupe zwar ein CONCACAF-, aber kein FIFA-Mitglied ist. Einsätze sind so in Wettbewerben der nord- und zentralamerikanischen und karibischen Fußballassoziation möglich, wie beispielsweise dem CONCACAF Gold Cup 2007.
Den Einsatz für mehrere Nationalmannschaften erlaubt die FIFA nur, wenn ein Verband einem anderen beitritt (DDR-Verband schließt sich dem DFB an) bzw. ein Verband sich auflöst (UdSSR) oder ein Teil eines Verbandes diesen verlässt (z. B. Serbien-Montenegro teilt sich in Montenegro und Serbien auf).
Vor der Änderung war es möglich, in zwei Nationalmannschaften zeitlich hintereinander zu spielen. Ferenc Puskás spielte bei der Fußball-Weltmeisterschaft 1954 für Ungarn und bei der Fußball-Weltmeisterschaft 1962 für Spanien. Josef Bican spielte zwischen 1933 und 1949 für Österreich, die Tschechoslowakei und das Protektorat Böhmen und Mähren. László Kubala und Alfredo Di Stéfano spielten ebenfalls für drei Länder.
Heutzutage sind Fußballspieler, zumeist aufgrund verwandtschaftlicher Beziehungen zu anderen Ländern, für zwei oder mehrere Nationalmannschaften spielberechtigt. Beispielsweise war Mesut Özil aufgrund der Herkunft seiner Familie für die türkische Nationalmannschaft spielberechtigt, entschied sich allerdings für Einsätze in der deutschen Nationalelf.